# Legendres förmodan
Inom talteori är Legendres förmodan, uppkallad efter Adrien-Marie Legendre, en förmodan som säger att det finns ett primtal mellan n2 och (n + 1)2 för alla positiva heltal n. Förmodan är ett av Landaus problem (1912) och är än så länge olöst.
Baserande sig på primtalssatsen har man gissat att antalet primtal mellan n2 och (n + 1)2 (talföljd A014085 i OEIS) är ungefär n/ln(n),  d.v.s. ungefär samma som antalet primtal mellan 1 och n.
Om Legendres förmodan är sann är skillnaden mellan två primtal som kommer efter varandra {\displaystyle O({\sqrt {p}})}. Legendres förmodan skulle följa både från Andricas förmodan och Oppermanns förmodan.
Baker, Harman och Pintz har bevisat att det finns minst ett primtal i intervallet {\displaystyle [x,\,x+O(x^{21/40})]} för tillräckligt stora {\displaystyle x}.